# Диармайт мак Кербайлл
Диарма́йт мак Керба́йлл (Диармайт, сын Керрбела; др.‑ирл. Diarmait mac Cerbaill; погиб в 565) — король Миде (538—551/554 и 555/558—565) и верховный король Ирландии (544—565) из рода Южных Уи Нейллов.
Предвзято настроенные в отношении Диармайта средневековые авторы описывали его как неумелого правителя, терпевшего поражения как на поле боя (например, в сражении при Кул Древне), так и в конфликтах с ирландскими святыми (такими как Колумба и Руадан Лоррский). Однако современные исследователи считают, что именно благодаря деятельности этого монарха были заложены основы будущих успехов его потомков, в VII—XI веках являвшихся одними из наиболее влиятельных государственных деятелей Ирландии.
Согласно средневековой ирландской традиции, Диармайт мак Кербайлл был последним верховным королём, проведший языческий ритуал «Праздник Тары» — древнюю церемонию возведения на престол верховных королей Ирландии. Хотя позднейшие свидетельства о Диармайте полны легендарных свидетельств, он считается первым исторически достоверным правителем средневековой Ирландии.

## Исторические источники
Наибольшее количество сведений о Диармайте мак Кербайлле содержится в ирландских анналах. О событиях, связанных с этим монархом, сообщают «Анналы Инишфаллена», «Анналы Ульстера», «Анналы Тигернаха», «Анналы Клонмакнойса», «Анналы четырёх мастеров» и «Хроника скоттов». Однако свидетельства этих исторических источников большей частью очень кратки и имеют тенденцию негативно оценивать деятельность Диармайта. Вероятно, это связано с тем, что общим источником сведений для ранних частей всех этих анналов послужила «Хроника Ирландии», в основу которой легли записи из монастыря Айона, основанного враждовавшим с королём Диармайтом святым Колумбой. Предполагается, что часть этих сведений могла быть записана если не при жизни Диармайта, то уже вскоре после его гибели.
Несколько важных и уникальных свидетельств о жизни Диармайта мак Кербайлла содержится в написанном около 700 года Адамнаном житии святого Колумбы. Составленное в эпоху, когда потомки Диармайта уже были наиболее влиятельной силой в Центральной Ирландии, житие значительно менее критично к этому верховному королю, чем анналы.
Как предок многих ирландских правителей VII—XI веков Диармайт мак Кербайлл неоднократно упоминается в генеалогических трактатах. Ранее эти источники считались историками полностью достоверными, однако в настоящее время сообщаемые ими сведения подвергаются сомнению. Предполагается, что часть сведений средневековых генеалогий могли быть сфальсифицированы их авторами в угоду своих покровителей из ирландской знати. Не вполне надёжным источником являются и свидетельства ирландских саг, по большей части негативно относящихся к Диармайту из-за его частых конфликтов с духовенством. Всего известно тринадцать сказаний, повествующих о различных эпизодах из жизни Диармайта.

## Биография

### Происхождение
Происхождение Диармайта мак Кербайлла точно не установлено. Согласно наиболее распространённому в трудах средневековых авторов мнению, его отцом был Фергус Криворотый (др.‑ирл. Fergus Cerrbél), дедом — Коналл Кремтайнне, прадедом — Ниалл Девять Заложников. Таким образом, Диармайт принадлежал к южной ветви династии Уи Нейллов. Однако по свидетельству Адамнана, Диармайт был сыном некоего Кербела (лат. filius Cerbulis), о котором никаких сведений не сохранилось. Матерью Диармайта в написанном в XII веке трактате «Banshenchas» («О знаменитых женщинах») называлась Корбах, дочь лейнстерца Мане.
Противоречивость известий о родственных связях Диармайта мак Кербайлла позволяет современным историкам считать, что его происхождение было точно неизвестно уже раннесредневековым авторам. Предполагается даже, что Диармайт мог быть вообще не связанным прямым родством с Южными Уи Нейллами. Возможно, подтверждением этого предположения является возведение не к Ниаллу Девять Заложников, а к Диармайту происхождения таких родов как Кланн Холмайн и Сил Аэдо Слане, родоначальниками которых являлись сыновья этого верховного короля Ирландии.
Ещё одно мнение о происхождении этого монарха высказал историк Б. Ласи, предположивший, что Диармайт мог принадлежать к Кенел Конайлл (из числа родов Северный Уи Нейллов) и править этим королевством между Фергусом Длинноголовым и Айнмере мак Сетнаем.

### Правление

#### Король Миде
О ранних годах жизни Диармайта мак Кербайлла почти ничего не известно. В исторических источниках отсутствуют сведения как о дате, так и о месте его рождения.
Согласно преданиям, после смерти в 534 или в 536 году верховного короля Ирландии Муйрхертаха мак Эрки Диармайт мак Кербайлл и его дальний родственник Туатал Маэлгарб объявили о своих притязаниях на ставший вакантным титул. Победу в этом конфликте одержал Туатал, который и стал новым верховным королём.
Первое точно датированное свидетельство о Диармайте относится к 538 году, когда после гибели своего брата, короля Миде Мане мак Кербайлла, он унаследовал престол этого королевства. Резиденция королей Миде находилась вблизи холма Уснех, в связи с чем в некоторых средневековых источниках (например, в «Лейнстерской книге») правители этого королевства упоминаются как короли Уснеха.

#### Верховный король Ирландии

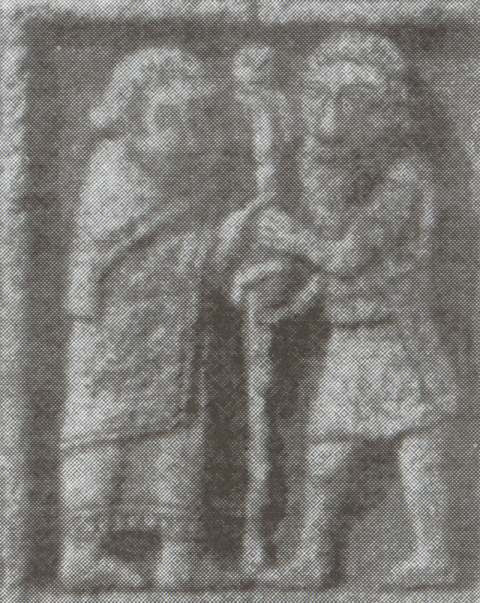
Основание монастыря Клонмакнойс. Рельеф с креста короля Фланна Синны

##### 540—550-е годы
Согласно ирландским анналам, в 544 году верховный король Ирландии Туатал Маэлгарб объявил Диармайта мак Кербайлла вне закона. Диармайт нашёл убежище в болотах на реке Шаннон. Здесь он сблизился со святым Киараном и активно способствовал постройке тем первого здания Клонмакнойсского монастыря. До наших дней сохранился созданный в 901 году по повелению верховного короля Фланна Синны высокий крест, на котором изображена сцена основания этой обители Киараном и неким светским лицом, по предположению некоторых историков, Диармайтом.
В благодарность за содействие в основании монастыря святой Киаран предсказал Диармайту, что тот уже на следующий день станет верховным королём Ирландии. Этой же ночью пророчество полностью сбылось: Туатал стал жертвой убийства. По свидетельству анналов, убийцей верховного короля был единоутробный брат Диармайта Маэл Мор, действовавший с согласия короля Миде. Убийца Туатала Маэлгарба пал во время бегства от рук королевских слуг, и с тех пор в Ирландии выражение «подвиг Маэл Мора» употребляется в значении «пиррова победа». Так как Маэл Мор погиб, никто не смог обвинить короля Миде в причастности к убийству, что позволило Диармайту овладеть титулом верховного короля Ирландии.
Из общеирландских событий второй половины 540-х годов сообщают только о большой эпидемии чумы, впервые поразившей жителей острова в это время. Однако, кроме малодостоверных позднейших преданий, каких-либо сведений о деятельности Диармайта мак Кербайлла в связи с этим бедствием в источниках не сохранилось.
Исторические источники свидетельствуют, что уже будучи верховным королём Ирландии Диармайт мак Кербайлл передал престол Миде своему сыну Колману Старшему. Об этом упоминается как в анналах, так и в некоторых других текстах (например, в «Лейнстерской книге» и трактате «Laud Synchronisms»). Точная дата этого события неизвестна. Если содержащаяся в «Laud Synchronisms» информация о четырёх годах правления Колмана Старшего в Миде достоверна, то он должен был получить престол этого королевства в 551 или в 554 году.
Возможно, в течение некоторого времени после гибели Туатала Маэлгарба Диармайту мак Кербайллу пришлось бороться с сопротивлением других ирландских правителей, оспаривавших у него титул верховного короля. Предполагается, что его главными соперниками были правители Лейнстера и Ульстера. Одним из эпизодов этой борьбы мог быть и конфликт короля Миде Колмана Старшего с ульстерцами, завершившийся в 555 или 558 году его гибелью от руки короля местных круитни Дисблойта уа Трены. Вероятно, после гибели сына верховный король снова сосредоточил в своих руках всю полноту власти в Миде, что подтверждается содержащимися в трактате «Laud Synchronisms» данными о двадцати четырёх годах правления Диармайта в этом королевстве.

##### Праздник Тары
Хотя точных сведений о деятельности Диармайта мак Кербайлла во второй половине 550-х годов в исторических источниках не сохранилось, предполагается, что к этому времени он окончательно утвердился в глазах ирландцев как законный верховный король. Вероятно, в 558 или 560 году влияние Диармайта мак Кербайлла было уже настолько велико, что он смог провести языческую церемонию «Праздник Тары».
Этот древний ритуал, аналог общеевропейской традиции возведения на престол, проводился верховными королями Ирландии только один раз за их правление. Местом проведения праздника была Тара — древняя резиденция верховных королей. Главной церемонией праздника было заключение священного брака правителя Ирландии с Матерью-Землёй, связанный с верованиями о ней как о подательнице изобилия жителям острова.
В анналах особо упоминается, что Диармайт был последним из верховных королей, проведшим этот ритуал. По свидетельству преданий, «праздник Тары» был проведён Диармайтом по требованию ирландской знати. Рассказывается, что к этому времени ритуалы праздника уже были забыты и только благодаря помощи старого филида Финтана мак Бохры эта церемония прошла в соответствии с древними традициями.

##### Сражение при Кул Древне

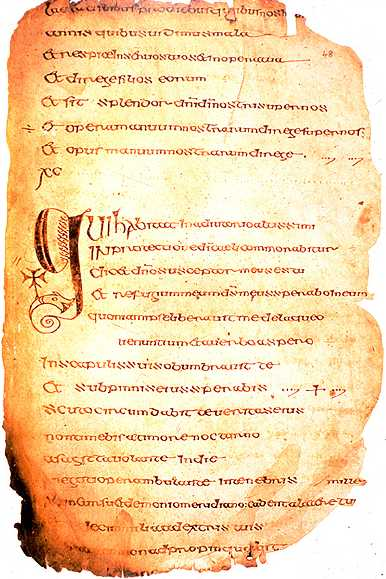
Страница манускрипта «Катах»

В 561 году Диармайт мак Кербайлл потерпел поражение в сражении при Кул Древне (около горы Бен-Балбен), ставшем «величайшей неудачей» этого короля.
По свидетельству «Анналов Тигернаха» и «Хроники скоттов», причиной битвы стала казнь Диармайтом принца Курнана, сына коннахтского короля Аэда мак Эхаха, совершившего убийство во время церемонии «праздника Тары» и отдавшегося под защиту святого Колумбы.
Согласно же другим свидетельствам, поводом для конфликта стало тайное копирование Колумбой Псалтиря, принадлежавшего его другу Финниану Мовильскому. Считается, что написанным рукой Колумбы манускриптом был частично сохранившийся до наших дней «Катах» («Боец»). Так как книги в VI веке были очень большой ценностью, Финниан попросил Колумбу отдать ему сделанную тем копию, а после того как тот отказался выполнить эту просьбу, прибег к посредничеству Диармайта мак Кербайлла. В споре двух святых верховный король встал на сторону Финниана. Это решение Диармайта рассматривается современными исследователями как один из наиболее ранних случаев законодательной защиты авторских прав в Средние века. В свою очередь, Колумба попросил защиты у своих родственников из числа Северных Уи Нейллов. В результате возникла направленная против Диармайта коалиция, в которую вошли двоюродные братья Колумбы Айнмере мак Сетнай и Ниннид мак Дуах из септа Кенел Конайлл, совместно правившие Айлехом братья Форггус мак Муйрхертайг и Домналл Илхелгах из Кенел Эогайн, а также король Коннахта Аэд мак Эхах. Возможно, для правителей Северных Уи Нейллов обращение Колумбы за помощью было лишь предлогом к началу мятежа против верховного короля. Истинными же их намерениями, вероятно, было устранение Диармайта с последующим возведением кого-либо из участников мятежа в верховные короли Ирландии.
Предполагается, что Диармайт мак Кербайлл первым начал военные действия. Он дошёл с войском до владений своих врагов в Слайго, и здесь встретился с их армией на поле битвы. Средневековые авторы сообщают, что в битве при Кул Древне Диармайт был наголову разгромлен своими противниками, потеряв три тысячи воинов убитыми, в то время как в войске союзников погиб лишь один воин.
За то, что Колумба был причиной столь кровопролитного сражения, в 562 или 563 году он был осуждён на собрании ирландского духовенства в Тайльтиу. Раскаявшись в своих ошибках, святой безропотно принял епитимью, наложенную на него святым Мо-Лайссе, и удалился в изгнание в земли британских скоттов. Средневековые источники не сообщают, какую роль в осуждении Колумбы сыграл Диармайт мак Кербайлл. Однако место проведения собора — одна из королевских резиденций, где ежегодно проводились собрания ирландской знати — позволяет историкам считать, что святой мог быть признан виновным не без участия верховного короля Ирландии. Возможно, впоследствии Колумба примирился с Диармайтом, так как из сочинения Адамнана известно, что святой поддерживал дружеские связи с его сыном Аэдом Слане и проклял убившего верховного короля правителя Дал Арайде Аэда Чёрного.

##### Примирение с Северными Уи Нейллами

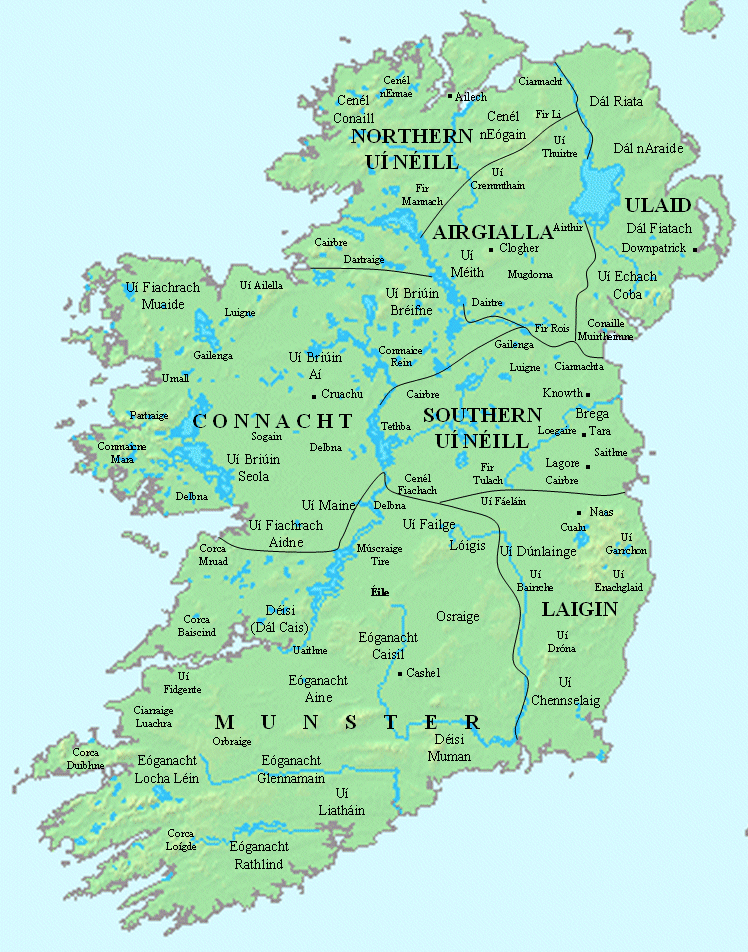
Ирландия в Раннее Средневековье

Несмотря на поражение при Кул Древне, Диармайт мак Кербайлл сохранил за собой как престол Миде, так и титул верховного короля Ирландии. Стремясь укрепить свою власть, в 562 году Диармайт совершил поход в королевство Тетба, но в сражении при Куйл Уинсене был разгромлен её королём Аэдом мак Бреннайном и бежал с поля боя.
Вероятно, напряжённые отношения с правителями Северных Уи Нейллов сохранялись у Диармайта по крайней мере до 563 года, когда его победители при Кул Древне в сражении при Мойн Дайри Лотайр нанесли сокрушительное поражение ульстерским круитни и значительно расширили свои владения. Однако на основании сведений анналов и «Жития святого Колумбы» можно сделать вывод, что вскоре после этого события Диармайт примирился со своими родичами. Вероятно, условиями заключения мира было признание Диармайтом новых границ владений Северных Уи Нейллов в обмен на согласие правителей Айлеха и Кенел Конайлл не оспаривать его права на титул верховного короля Ирландии.

##### Проклятие Тары
Созданные не ранее XI века тексты (например, сохранившееся в составе «Анналов Клонмакнойса» сказание «Как была проклята Тара» и 20-я глава «Триад острова Британия») сообщают, что из-за произвола Диармайта мак Кербайлла резиденция верховных королей Ирландии в Таре была проклята святым Руаданом из Лорры.
Причиной вражды между верховным королём и святым было намерение Диармайта казнить правителя небольшого королевства Уи Мане Аэда Гуайре, убившего королевского приближённого, нарушившего неприкосновенность его жилища. Аэд отдался под защиту Руадана, но верховный король не прекратил его преследовать, угрожая, в случае необходимости, изгнать из Ирландии и его покровителя. Оскорблённый действиями Диармайта, Руадан вместе с другими «двенадцатью апостолами Ирландии» (включая святого Брендана Биррского) прибыл в Тару и проклял эту древнюю резиденцию языческих верховных королей. Согласно преданию, несмотря на произошедшее впоследствии примирение между участниками конфликта, с тех пор Тара опустела и ни один из ирландских правителей больше не держал здесь свой королевский двор.
Отказ ирландских правителей Ирландии от использования резиденции в Таре начиная с середины VI века подтверждается археологическими данными. Однако титул «король Тары» продолжал употребляться и далее, и только через несколько веков он окончательно был вытеснен титулом «верховный король Ирландии».

### Смерть
Наиболее обширный корпус сведений исторических источников о Диармайте мак Кербайлле составляют рассказы о его смерти.
В ирландских анналах гибель Диармайта мак Кербайлла представлена как один из эпизодов долговременных кровопролитных конфликтов между Уи Нейллами и ульстерцами в V—VI веках. Анналы сообщают, что верховный король в 565 году был убит в Райт Беке (современное селение Молинни вблизи Ларна) правителем Дал Арайде Аэдом Чёрным. Тело верховного короля было похоронено в селении Коннор (в современном графстве Антрим), а голова в Клонмакнойсе.
Предания дополняют краткие сообщения анналов свидетельствами, в которых исторические реалии тесно переплетены с мифологическими мотивами, восходящими к традициям ирландского язычества. Согласно этим источникам, Диармайту мак Кербайллу было предсказано, что он погибнет «тройной смертью» — от огня, от утопления и от падения потолочной балки, а его убийцей будет его воспитанник Аэд Чёрный. Пророчества о причинах смерти верховного короля источники приписывают как язычникам-друидам во главе с Беком мак Де, так и некоторым христианским святым (например, Киарану и Руанаду). Хотя Диармайт пытался избежать исполнения этих пророчеств, все его усилия изменить свою судьбу оказались тщетными. Он погиб так, как ему и было предсказано, во время посещения селения Райт Бек. Здесь верховный король подвергся нападению Аэда Чёрного, владевшего расположенной неподалёку крепостью Рат Мор. Здание, в котором укрылся раненый Аэдом Диармайт, было подожжено. Спасаясь от огня, верховный король спрятался в чан с пивом, но подгоревшая потолочная балка рухнула на Диармайта, от чего тот и скончался. Вероятно, в сведениях преданий о сверхъестественных смертях Диармайта и некоторых других ранних верховных королей нашли отражение представления древних ирландцев о сакральном характере власти их правителей. Возможно, в подобных преданиях сохранились некоторые реальные факты из борьбы между сторонниками язычества и христианства в раннесредневековой Ирландии.
Преемниками Диармайта мак Кербайлла в сане верховного короля Ирландии были братья Форггус мак Муйрхертайг и Домналл Илхелгах. Престол же Миде унаследовал сын погибшего монарха Колман Младший.

### Семья
Различные средневековые источники сообщают противоречивые сведения о браках Диармайта мак Кербайлла. Предполагается, что он одновременно сожительствовал сразу с несколькими женщинами, но королевой считалась только первая из супруг монарха.
Хотя очерёдность браков Диармайта точно не установлена, вероятно, что его первой женой была Этне (или Эрк), дочь коннахтца Бренайнна Далла, мать Колмана Старшего (погиб в 555 или 558 году), родоначальника правителей септа Кланн Холмайн. Как первая супруга короля Диармайта в некоторых источниках упоминается и коннахтка Муйренн Маэл.
Вероятно, второй супругой Диармайта была Мугайн. Её отцом был Конхрад мак Дуах, первый исторически достоверный король Осрайге, выходец из мунстерских Эоганахтов. Сыном от этого брака был Аэд Слане (умер в 604 году), основатель королевской династии Бреги Сил Аэдо Слане.
Третьей женой Диармайта была Брея (или Брека), дочь Колмана мак Немайнда, мать Колмана Младшего (умер в 587 году), первого главы септа Кайлле Фолламайн.
В одном из написанных в XII веке трактатов содержатся сведения, что ещё одной супругой Диармайта была Бе Бинн из Шотландии. Известно также имя четвёртого сына короля Диармайта — Маэл Дуйн.

## Итоги

### Государственная деятельность
Средневековые ирландские источники в большинстве своём негативно оценивали правление Диармайта мак Кербайлла, недооценивая его значения как правителя. В завоеваниях Уи Нейллами центральных областей Ирландии предки Диармайта не играли ведущей роли. Однако, став первым верховным королём Ирландии из Южных Уи Нейллов, он положил начало процессу постепенного роста влияния своего рода. Хотя анналы сообщают, в основном, о поражениях Диармайта, свидетельства других источников позволяют предполагать, что непосредственная власть этого монарха распространялась не только на его наследственные земли в Центральной Ирландии, но и некоторое время на все земли Уи Нейллов. Вероятно, на наличие у короля Диармайта подобной власти указывают слова Адамнана о том, что этот верховный король был «поставленным Божьей властью правителем всей Ирландии». Деятельность Диармайта позволила уже его ближайшим потомкам из династий Кланн Холмайн и Сил Аэдо Слане стать наиболее влиятельной силой среди всех Южных Уи Нейллов и в течение VII—XI веков неоднократно успешно претендовать на титул верховного короля Ирландии.
Диармайт мак Кербайлл считается первым исторически достоверным верховным королём Ирландии, так как его имя упоминается в одной из современных ему надписей. Одновременно историки отмечают, что после гибели Диармайта произошло значительное падение влияния верховных королей на общеирландские события. В это время титул верховного короля Ирландии часто переходил от одного претендента к другому, но ни один из них не смог утвердить его за собой на достаточно долгий срок. Только с правления жившего в VII веке Домналла мак Аэдо отмечается новое усиление роли верховных королей.

### Отношение к язычеству и христианству
В средневековых источниках содержится противоречивая информация о том, приверженцем какой религии — язычества или христианства — был Диармайт мак Кербайлл. Одни авторы считали его ярым язычником, сообщая о его тесных связях с друидами, о проведении им языческого ритуала «Праздник Тары» и о его многочисленных конфликтах с христианским духовенством. Это позволяет некоторым современным историкам считать Диармайта последним языческим верховным королём Ирландии.
Другие же средневековые авторы писали о дружеских отношениях Диармайта мак Кербайлла с некоторыми ирландскими святыми: святым Киараном, которому он помог в основании монастыря Клонмакнойс, и святым Финианом, на сторону которого он встал в конфликте с Колумбой и который, по преданию, исцелил жену верховного короля от бесплодия. Одно из преданий содержит рассказ о казни Диармайтом своего сына Брессала, обвинённого в краже монастырского скота, и о воскрешении того по молитвам святого Колумбы. Некоторые жития святых также скорее положительно относятся к Диармайту, чем осуждают его. Самому Диармайту приписывается авторство поэмы «Горе тому, кто борется с церковными священниками» (др.‑ирл. Mairg thochras fri cléirchib cell), содержавшей христианские мотивы. Отмечется также, что два сына верховного короля носили христианское имя Колман. О Диармайте как о правителе, который был «предопределён в соответствии с желанием Бога стать королём всей Ирландии», писал и Адамнан. Эти сведения, по мнению ряда современных историков, не позволяют однозначно говорить о Диармайте как о язычнике. Возможно, что он всё же был христианином, а все указания средневековых источников о его пристрастиях к языческим верованиям являются лишь свидетельствами о поддержании Диармайтом древних ирландских традиций, отступавших под напором христианства.

## Комментарии
1. ↑  Известен также под именами Диармайд (ирл. Diarmaid) и Дермот/Дермиций (англ. Dermot).
2. ↑  По другим данным — в 545 году[8].
3. ↑  По другим данным — в 563 году[8].
4. ↑  По другим данным — в 564 или в 571 году[8].
5. ↑  По одним данным, это был Финниан Мовильский, по другим — Финниан Клонардский[8].